# بوینتون بیچ (فلوریدا)
بوینتون بیچ (به انگلیسی: Boynton Beach) شهری در شهرستان پام بیچ ایالت فلوریدا است که در سال ۱۹۰۷ بنیان‌گذاری شده‌است. این شهر طبق سرشماری سال ۲۰۱۰ میلادی، ۶۸٬۲۱۷ نفر جمعیت داشته و مساحت آن نیز ۴۲٫۱ کیلومتر مربع است.